# Nepsera
Nepsera là chi thực vật có hoa trong họ Mua.